# Serras da Sabacheira
Serras é uma pequena aldeia no distrito de Santarém, Portugal. Tem como curiosidade principal o facto de ser a aglutinação de três aldeias da freguesia da Sabacheira, Município de Tomar: Serra de Baixo, Serra do Meio e Serra de Cima.

## Património
- Capela e Torre Sineira
- Parque Desportivo Avelino Nunes
- UCSP Tomar - Polo Sabacheira
- Fonte da Serra de Cima
- Fonte da Serra do Meio
- Fonte e lavadouro da Serra de Baixo
- Moinho de Vento, na Serra de Cima (convertido a habitação)
- Cemitério
- Rádio Farol VOR Fátima
- Estação REN gás natural (e derivação redes)

## Desporto
Apesar da sua dimensão é desde 1979 sede de uma das mais antigas colectividades da região:  o Grupo Desportivo e Recreativo da Sabacheira - Serras.
O Grupo Desportivo e Recreativo da Sabacheira foi fundado em 28 de Novembro de 1979 nas Serras da Sabacheira, Freguesia da Sabacheira, Concelho de Tomar, por escritura publica e publicada no Diário da Republica, III Série,nº15 de 18/01/1980, tendo sido reconhecido pela Presidência do Conselho de Ministros com o Estatuto de Pessoa Colectiva de Utilidade Publica, por Diário da Republica, II Série, nº 253 de 02/11/2000.
Um grupo de jovens desta localidade avançou com a criação desta associação, que sendo a primeira a nascer nesta Freguesia, assume assim, desde logo um papel muito importante na vida desportiva, cultural, recreativa e social da população onde está inserida. Desde cedo foi dado ao desporto um papel predominante com a construção de um Campo de Futebol 11, sendo a partir daí construída toda uma série de infra-estruturas de apoio.
Esta Associação assume também desde muito cedo o seu papel social com a criação de infra-estruturas que foram construídas e cedidas para o Posto Médico que funcionou de 1984 a 2004, ano em que foram construídas instalações próprias pelos serviços responsáveis.
Em 1991 passa a funcionar uma farmácia nas Instalações do Grupo que se manterá até 2004. Em 1994 foi cedido uma sala ao Grupo Desportivo Recreativo e Caça da Sabacheira, para funcionamento da sua sede e que viria a ser mudada em 2004 para as antigas instalações da farmácia e onde se mantêm actualmente.
O importantíssimo contributo para a educação nesta freguesia revela-se nos primeiros anos de existência deste Grupo, com a cedência de um espaço para o funcionamento do Jardim de infância em edifício construído para o efeito e que se mantêm até hoje. Neste âmbito, cede-se um terreno para funcionamento da Escola do 1º Ciclo em edifício pré-fabricado montado pelo Município.
Em 1998 são cedidas à Associação de Pais e Encarregados de Educação dos Alunos do Jardim Infância e Escola do 1ª Ciclo do Ensino Básico das Serras das Sabacheira, instalações para o funcionamento de uma cozinha e refeitório para o apoio da Escola do 1º Ciclo e do Jardim de Infância.
Em 2001, o Grupo com a ajuda da Associação de Pais e por solicitação desta, procede à construção de uma sala que virá a ser instalada o ATL. Neste mesmo ano, procede-se à compra de um terreno anexo, cedido posteriormente à Câmara Municipal para a construção do futuro Centro Escolar.
Em 2004, em Protocolo celebrado com a Câmara Municipal, a Escola do 1º Ciclo passa a funcionar provisoriamente nas Instalações do ATL que tinham sido mudadas para as antigas instalações do Posto Médico depois de obras de transformação.

## Equipamentos
O Grupo Desportivo e Recreativo da Sabacheira  assume também desde muito cedo o seu papel social com a criação de infra-estruturas que foram construídas e cedidas para o Posto Médico que funcionou de 1984 a 2004, ano em que foram construídas instalações próprias pelos serviços responsáveis.
Em 1991 passa a funcionar uma farmácia nas Instalações do Grupo que se manterá até 2004. Em 1994 foi cedido uma sala ao Grupo Desportivo Recreativo e Caça da Sabacheira, para funcionamento da sua sede e que viria a ser mudada em 2004 para as antigas instalações da farmácia e onde se mantêm actualmente.
O importantíssimo contributo para a educação nesta freguesia revela-se nos primeiros anos de existência deste Grupo, com a cedência de um espaço para o funcionamento do Jardim de infância em edifício construído para o efeito e que se mantêm até hoje. Neste âmbito, cede-se um terreno para funcionamento da Escola do 1º Ciclo em edifício pré-fabricado montado pelo Município.
Em 1998 são cedidas à Associação de Pais e Encarregados de Educação dos Alunos do Jardim Infância e Escola do 1ª Ciclo do Ensino Básico das Serras das Sabacheira, instalações para o funcionamento de uma cozinha e refeitório para o apoio da Escola do 1º Ciclo e do Jardim de Infância.
Em 2001, o Grupo com a ajuda da Associação de Pais e por solicitação desta, procede à construção de uma sala que virá a ser instalada o ATL. Neste mesmo ano, procede-se à compra de um terreno anexo, cedido posteriormente à Câmara Municipal para a construção do futuro Centro Escolar.
Em 2004, em Protocolo celebrado com a Câmara Municipal, a Escola do 1º Ciclo passa a funcionar provisoriamente nas Instalações do ATL que tinham sido mudadas para as antigas instalações do Posto Médico depois de obras de transformação.